# René Wenzel (Fußballspieler)
René Wenzel (* 23. August 1971) ist ein ehemaliger deutscher Fußballspieler. In der höchsten Spielklasse des DDR-Fußballs, der Oberliga, spielte er für den Eisenhüttenstädter FC Stahl.

## Sportliche Laufbahn
Rund um die Wende in der DDR gehörte der Angreifer im Juniorenalter zur Nachwuchsoberligaelf der Betriebssportgemeinschaft Stahl Eisenhüttenstadt im Spieljahr 1989/90. In der letzten Oberligasaison im Männerbereich absolvierte René Wenzel seine einzige Erstligapartie für den nunmehr als Eisenhüttenstädter FC Stahl antretenden Verein. Sein Debüt (und gleichzeitig Abschied) aus dem ostdeutschen Oberhaus war am 29. September 1990 die Partie des 6. Spieltages zwischen dem BSV Stahl Brandenburg und Hütte. Bei der 1:2-Auswärtsniederlage wurde der Teenager eine halbe Stunde vor Schluss für Frank Neupert eingewechselt. Später im Saisonverlauf 1990/91 war er in der zweitklassigen Liga für den SV Chemie Guben 1990 am Ball.
Durch den Einzug des EFC Stahl ins Pokalendspiel 1991 des finalen ostdeutschen Cupwettbewerbs, das gegen den letzten Oberligameister F.C. Hansa Rostock verloren wurde, qualifizierte sich der Verein aus Brandenburg als unterlegener Finalist für den Europapokal. Im Europapokal der Pokalsieger 1991/92 wurde Wenzel, der aus Guben nach Eisenhüttenstadt zurückgekehrt war, beim Erstrundenaus von Hütte gegen Galatasaray Istanbul in beiden Spielen eingesetzt.
Da der EFC Stahl in der Qualifikationsrunde zur 2. Bundesliga keinen Platz im gesamtdeutschen Profifußball erringen konnte, spielte er nach der Zusammenführung von DFV- und DFB-Spielbetrieb im Sommer 1991 mit Eisenhüttenstadt in der damals drittklassigen Amateur-Oberliga. Im Frühjahr 1994 gelang den Stahl-Fußballern der Sprung in die (wieder)gegründete Regionalliga, in der Wenzel noch in drei Spielzeiten jener Staffel im NOFV-Bereich auflief. Damit kam er insgesamt auf mehr als 100 Punktspiele für die Stahl-Mannschaft.